# Podoschistus scutellaris
Podoschistus scutellaris là một loài tò vò trong họ Ichneumonidae.